# Cathegesis
Cathegesis é um gênero de traça pertencente à família Agonoxenidae.